# Шпалек, Николас
Николас Шпалек (словац. Nikolas Špalek; 12 февраля 1997 Шаля, Словакия) — словацкий футболист, полузащитник.

## Карьера

### Клубная
Николас Шпалек начал заниматься футболом в деревне Недед. После окончания школы стал игроком молодежной команды клуба «Слован» из города Шаля. Позднее перебрался в клуб «Нитра», где выступал за команду U15 и дубле. В 2012 году находился на просмотре в шотландском «Селтике», но контракт с клубом так и не был заключён..
В профессиональном футболе дебютировал за клуб «Нитра» 1 марта 2014 года в матче против «Спартак» (Трнава) отыграв матч полностью.
В июле 2014 года, Николас Шпалек заключил контракт с клубом «Спартак» (Трнава). Дебютировал в составе клуба 13 июля 2014 года в матче против клуба «ВиОн». Также провел два матча за «Спартак B» в Первой лиге. Также провел 7 матчей за клуб в Лиге Европы УЕФА 2014/15, в матче четвёртого отборочного раунда забил гол в ворота «Цюриха», матч окончился со счетом 1—1, однако в ответном матче «Спартак»
уступил со счётом 1—3 и закончил свое выступление в лиге.
В январе перешёл в клуб «Жилина», с сезона 2015/16 стабильно выступает за основной состав, периодически выступая за вторую команду в Первой лиге.
В январе 2018 года Николас Шпалек перешёл в итальянский клуб «Брешиа».

### Международная
Николас Шпалек выступает за юношескую сборную Словакии (до 19 лет). Николас Шпалек, участник чемпионата Европы по футболу среди юношей (до 17 лет) 2013 года, который проходил в Словакии. Николас Шпалек провёл 4 матча за сборную Словакии, ни разу не забив гол.

## Статистика
Статистика выступлений Николаса Шпалека.
| Год       | Клуб             | Игр | Голов |
| --------- | ---------------- | --- | ----- |
| 2013/14   | Нитра            | 12  | 0     |
| 2014/15   | Спартак (Трнава) | 14  | 0     |
| 2014/15   | Жилина           | 8   | 0     |
| 2015/16   | Жилина           | 25  | 5     |
| 2016/17   | Жилина           | 31  | 9     |
| 2017/18   | Жилина           | 19  | 4     |
| 2013-18   | ВСЕГО:           | 109 | 18    |
| 2017/18   | Брешиа           | 15  | 2     |
| 2018/19   | Брешиа           | 28  | 2     |
| 2018-н.в. | ВСЕГО:           | 15  | 2     |